# (3241) Yeshuhua
(3241) Yeshuhua (1978 WH14) – planetoida z grupy pasa głównego asteroid okrążająca Słońce w ciągu 5,32 lat w średniej odległości 3,05 au. Odkryta 28 listopada 1978 roku.